# Phenacoccus specificus
Phenacoccus specificus är en insektsart som beskrevs av Matesova 1960. Phenacoccus specificus ingår i släktet Phenacoccus och familjen ullsköldlöss.
Artens utbredningsområde är Kazakstan. Inga underarter finns listade i Catalogue of Life.